# Marina Muñoz Hernando
Marina Muñoz Hernando (1999) es una deportista española que compite en triatlón.
Ganó una medalla de plata en el Campeonato Mundial de Acuatlón de 2025. Además, obtuvo una medalla de plata en el Campeonato Mundial de Triatlón Campo a Través de 2025 y una medalla de oro en el Campeonato Europeo de Triatlón Campo a Través de 2024.

## Palmarés internacional
| Campeonato Mundial | Campeonato Mundial  | Campeonato Mundial | Campeonato Mundial |
| Año                | Lugar               | Medalla            | Prueba             |
| ------------------ | ------------------- | ------------------ | ------------------ |
| 2025               | Pontevedra (España) | Medalla de plata   | Individual         |

| Campeonato Mundial | Campeonato Mundial  | Campeonato Mundial | Campeonato Mundial |
| Año                | Lugar               | Medalla            | Prueba             |
| ------------------ | ------------------- | ------------------ | ------------------ |
| 2025               | Pontevedra (España) | Medalla de plata   | Individual         |
| Campeonato Europeo |                     |                    |                    |
| Año                | Lugar               | Medalla            | Prueba             |
| 2024               | Coímbra (Portugal)  | Medalla de oro     | Individual         |